# جیمی هریس
جیمی هریس (متولد ۱۵ مه ۱۹۶۳) بازیگر بریتانیایی است. وی بیشتر به خاطر بازی در نقش قلاب‌دار در سرگذشت ناگوار، داستان‌های لمونی اسنیکت، رودنی در ظهور سیاره میمون‌ها و گوردون در مأموران شیلد شناخته شده‌است.
او همچنین در فیلم ساخته‌شده، مستر نایس، دو جک و ریک بازی کرده‌است.

## زندگی شخصی
هریس با نام تودور سنت جان هریس در وایتچپل، لندن، انگلیس متولد شد و سومین و کوچکترین پسر از سه پسر بازیگر ایرلندی ریچارد هریس و الیزابت ریس ویلیامز، مشاور اجتماعی ولزی است. برادران بزرگتر وی دامیان هریس کارگردان و جرد هریس بازیگر هستند.

## تحصیلات
هریس مانند برادرانش جارد و دامیان در لادیکراس، یک مدرسه مستقل شبانه‌روزی مقدماتی در شهر ساحلی سیفورد در ساسکس شرقی، تحصیل کرد، سپس در مدرسه Downside، مدرسه مستقل شبانه‌روزی کاتولیک در روستای استراتون روی Fosse (در نزدیکی شهر بازرگان Shepton Mallet) در سامرست، در جنوب غربی انگلیس. مشغول به ادامهٔ تحصیل شد.